# Agata di Normandia
Agata, in francese Agathe de Normandie (Normandia, tra il 1056 e il 1057 – penisola iberica, prima del 1074), è stata una principessa del regno d'Inghilterra.

## Origine
Sia che secondo il cronista e monaco benedettino dell'abbazia di Malmesbury, nel Wiltshire (Wessex), Guglielmo di Malmesbury, che secondo il monaco e cronista inglese, Orderico Vitale, ed il cronista e monaco benedettino inglese, Matteo di Parigi, era figlia del duca di Normandia e re d'Inghilterra, Guglielmo il Conquistatore, e di Matilde delle Fiandre (1032 - 1083), che, secondo la Genealogica Comitum Flandriæ Bertiniana, era figlia di Baldovino V, conte delle Fiandre, e della sorella del re di Francia, Enrico I, Adele di Francia, che secondo la Genealogiæ Scriptoris Fusniacensis era figlia del re di Francia, Roberto II, detto il Pio.
Guglielmo il Conquistatore, sempre secondo Guglielmo di Jumièges, era l'unico figlio del sesto signore della Normandia, il quarto ad ottenere formalmente il titolo di Duca di Normandia, Roberto I e di Herleva di Falaise detta anche Arletta (1010 circa –1050 circa), di umili origini, che, secondo Guglielmo di Jumièges, era la figlia di Fulberto o Herberto, un cameriere del duca (Herleva Fulberti cubicularii ducis filia) e della moglie Duda o Duwa, come ci conferma la Chronica Albrici Monachi Trium Fontium.
Suoi fratelli furono i re d'Inghilterra, Guglielmo il Rosso e Enrico Beauclerc e il duca di Normandia, Roberto il Corto o il Cortacoscia.

## Biografia
Di Agata si hanno poche notizie.
Non è molto chiaro l'ordine di nascita di Agata poiché Orderico Vitale la elenca due volte come figlia primogenita, anche se in un secondo elenco, non la cita, anche per Guglielmo di Malmesbury, era la figlia femmina primogenita, mentre per Matteo di Parigi era la quinta figlia femmina; invece il monaco e cronista normanno Guglielmo di Jumièges, autore della Historiæ Normannorum Scriptores Antiqui, non la cita in nessuno dei due capitoli in cui parla delle figlie di Guglielmo, il XXXI del libro VII ed il XXXIV del libro VIII.
Tutti i cronisti dell'epoca confermano che fu fidanzata ad Alfonso VI, Re di León, e futuro re di Galizia e re di Castiglia:
- Matteo di Parigi, pur non nominandola la ricorda come quinta figlia femmina, che era stata fidanzata con Alfonso VI (Aldefonso Galiciæ regi)[11];
- Guglielmo di Malmesbury, pur non nominandola la ricorda come la figlia femmina, che era stata fidanzata, inviando ambasciatori in León (affianced by messengers) con Alfonso VI (Alfonso, king of Gallicia)[10] e che, per volere di Dio, morì vergine[10];
- infine Orderico Vitale, mentre in un passaggio ci informa che la sorella, Adeliza era stata fidanzata ad Harold Godwin(e) son o Aroldo, Conte di Wessex[14], in un altro passaggio ci dice che Agata era colei che era stata fidanzata con Aroldo II (Heraldo desponsata) e che poi fu fidanzata ad Alfonso VI (Amfurcio regi Galleciæ), per procura[15] e prosegue dicendo che Agata fu inviata nella penisola iberica, per il matrimonio[15]. Orderico Vitale ci riporta l'avvenimento: il promesso sposo non era più disposto ad ottemperare alla promessa. Lei, dopo averlo visto, aveva accettato; ma lui fu colto da una grande paura di sposare colei che non aveva mai visto prima. Allora Agata rivolse una preghiera all'Onnipotente, che non avrebbe dovuto condurla in Spagna, ma che la sostenesse con la sua potenza[15]. La preghiera fu esaudita e Agata morì vergine ed il suo corpo fu trasportato in patria dai suoi accompagnatori a Bayeux[15]. Il suo corpo fu sepolto nella chiesa di Santa Maria sempre Vergine[15].

Anche lo storico medievalista Bernard F. Reilly, nel suo The Kingdom of León-Castilla under King Alfonso VI 1065-1109 (Princeton University Press), accenna all'eventuale fidanzamento di Agata con Alfonso VI, facendo presente che Alfonso fu re di Galizia, nel 1073.
Bernard F. Reilly fa anche riferimento alla Vita Simonis Comitis Crespeienses, in cui si narra che Guglielmo il Conquistatore a Simone di Crépy, conte del Vexin, che era stato allevato alla corte di Guglielmo e Matilde delle Fiandre, di cui era parente, offrì come fidanzata la figlia (Agata) che, pur non nominandola, la ricorda come ex fidanzata di Alfonso VI e di Roberto il Guiscardo (regis Hispaniarum Anfursi et Roberti principis Apuliæ); Simone ringraziò ma fece presente la consanguineità.
Per quel che riguarda l'eventuale fidanzamento di Agata con Roberto il Guiscardo non vi sono altre testimonianze e, secondo la professoressa Elisabeth Van Houts, si tratta di una leggenda.
Non si conosce l'anno esatto della morte di Agata; si presume che avvenne tra il 1073 ed il 1074. Il suo corpo fu tumulato a Bayeux, nella chiesa di Santa Maria sempre Vergine.

## Figli
Agata non generò alcun figlio.

## Ascendenza
|                           |                        |                       | Genitori                    |  |  | Nonni |  |  | Bisnonni                 |  |  | Trisnonni               |  |
|                           |                        |                       |                             |  |  |       |  |  | Riccardo II di Normandia |  |  | Riccardo I di Normandia |  |
|                           |                        |                       |                             |  |  |       |  |  | Riccardo II di Normandia |  |  | Riccardo I di Normandia |  |
|                           |                        | Gunnora di Normandia  |                             |  |  |       |  |  | Riccardo II di Normandia |  |  |                         |  |
| Roberto I di Normandia    |                        |                       |                             |  |  |       |  |  | Riccardo II di Normandia |  |  |                         |  |
|                           |                        | Giuditta di Bretagna  | Conan I di Bretagna         |  |  |       |  |  |                          |  |  |                         |  |
|                           |                        | Giuditta di Bretagna  | Conan I di Bretagna         |  |  |       |  |  |                          |  |  |                         |  |
|                           |                        | Giuditta di Bretagna  | Ermengarde-Gerberga d'Angiò |  |  |       |  |  |                          |  |  |                         |  |
| Guglielmo I d'Inghilterra |                        | Giuditta di Bretagna  |                             |  |  |       |  |  |                          |  |  |                         |  |
|                           |                        | Fulbert di Falaise    | …                           |  |  |       |  |  |                          |  |  |                         |  |
|                           |                        | Fulbert di Falaise    | …                           |  |  |       |  |  |                          |  |  |                         |  |
|                           |                        | Fulbert di Falaise    | …                           |  |  |       |  |  |                          |  |  |                         |  |
| Herleva                   |                        | Fulbert di Falaise    |                             |  |  |       |  |  |                          |  |  |                         |  |
|                           |                        | Duda                  | …                           |  |  |       |  |  |                          |  |  |                         |  |
|                           |                        | Duda                  | …                           |  |  |       |  |  |                          |  |  |                         |  |
|                           |                        | Duda                  | …                           |  |  |       |  |  |                          |  |  |                         |  |
| Agata di Normandia        |                        | Duda                  |                             |  |  |       |  |  |                          |  |  |                         |  |
|                           | Baldovino V di Fiandra | Arnolfo II di Fiandra |                             |  |  |       |  |  |                          |  |  |                         |  |
|                           | Baldovino V di Fiandra | Arnolfo II di Fiandra |                             |  |  |       |  |  |                          |  |  |                         |  |
|                           | Baldovino V di Fiandra | Rozala d'Ivrea        |                             |  |  |       |  |  |                          |  |  |                         |  |
| Baldovino V di Fiandra    | Baldovino V di Fiandra |                       |                             |  |  |       |  |  |                          |  |  |                         |  |
|                           |                        | Ogiva di Lussemburgo  | Federico di Lussemburgo     |  |  |       |  |  |                          |  |  |                         |  |
|                           |                        | Ogiva di Lussemburgo  | Federico di Lussemburgo     |  |  |       |  |  |                          |  |  |                         |  |
|                           |                        | Ogiva di Lussemburgo  | Ermentrude (?)              |  |  |       |  |  |                          |  |  |                         |  |
| Matilde delle Fiandre     |                        | Ogiva di Lussemburgo  |                             |  |  |       |  |  |                          |  |  |                         |  |
|                           |                        | Roberto II di Francia | Ugo Capeto                  |  |  |       |  |  |                          |  |  |                         |  |
|                           |                        | Roberto II di Francia | Ugo Capeto                  |  |  |       |  |  |                          |  |  |                         |  |
|                           |                        | Roberto II di Francia | Adelaide d'Aquitania        |  |  |       |  |  |                          |  |  |                         |  |
| Adele di Francia          |                        | Roberto II di Francia |                             |  |  |       |  |  |                          |  |  |                         |  |
|                           |                        | Costanza d'Arles      | Guglielmo I di Provenza     |  |  |       |  |  |                          |  |  |                         |  |
|                           |                        | Costanza d'Arles      | Guglielmo I di Provenza     |  |  |       |  |  |                          |  |  |                         |  |
|                           |                        | Costanza d'Arles      | Adelaide d'Angiò            |  |  |       |  |  |                          |  |  |                         |  |
|                           |                        | Costanza d'Arles      |                             |  |  |       |  |  |                          |  |  |                         |  |

### Fonti primarie
- (LA) Matthæi Parisiensis, monachi Sancti Albani, Chronica majora, vol I..
- (LA) Matthæi Parisiensis, monachi Sancti Albani, Chronica majora, vol II..
- (LA) Monumenta Germanica Historica, tomus XV. Pars II. URL consultato il 1º marzo 2020 (archiviato dall'url originale il 28 gennaio 2015)..
- (LA) Monumenta Germaniae Historica, Scriptores, tomus IX. URL consultato il 1º marzo 2020 (archiviato dall'url originale il 13 giugno 2018)..
- (LA) Monumenta Germaniae Historica, Scriptores, tomus XIII. URL consultato il 1º marzo 2020 (archiviato dall'url originale il 12 ottobre 2014)..
- (LA) Monumenta Germanica Historica, tomus XXIII. URL consultato il 1º marzo 2020 (archiviato dall'url originale il 29 maggio 2014)..
- (LA) Ordericus Vitalis, Historia Ecclesiastica, vol. II..
- (LA) ORDERICI VITALIS, ECCLESIASTICtE historije, LIBRI TREDECIM., TOMUS III (TXT)..
- (LA) Ordericus Vitalis, Historia Ecclesiastica, vol. unicum..
- (EN) The Kingdom of León-Castilla under King Alfonso VI 1065-1109..
- (EN) Chronicle of the Kings of England: From the Earliest Period to the Reign, of king William's children..
- (LA) Historiæ Normannorum Scriptores Antiqui..

### Letteratura storiografica
- William John Corbett, "L'evoluzione del ducato di Normandia e la conquista normanna dell'inghilterra", cap. I, vol. VI (Declino dell'impero e del papato e sviluppo degli stati nazionali) della Storia del Mondo Medievale, 1999, pp. 5–55.
- William John Corbett, "Inghilterra, 1087-1154", cap. II, vol. VI (Declino dell'impero e del papato e sviluppo degli stati nazionali) della Storia del Mondo Medievale, 1999, pp. 56–98.